# Diecezja Labuan Bajo
Diecezja Labuan Bajo – diecezja rzymskokatolicka w Indonezji. Siedzibą biskupa jest Katedra Ducha Świętego w Labuan Bajo. Sufragania Metropolii Ende. 

## Historia
Diecezja została erygowana 21 czerwca 2024 przez papieża Franciszka poprzez wydzielenie z Diecezji Ruteng.  

## Zwierzchnicy

### Biskupi
- Maksimus Regus (od 2024)